# Anoplischius bicarinatus
Anoplischius bicarinatus – gatunek chrząszcza z rodziny sprężykowatych.
Owad osiąga długość 19-22 mm.
Chrząszcz ten jest czerwonobrązowy, z jaśniejszymi odnóżami i czułkami. Jego ciało pokrywają bardzo długie, żółte, umiarkowanie gęste i cienkie włoski.
Cechuje się on wklęsłym, niej więcej łódkowatym czołem. Jego szerokość przewyższa długość. Czułki lekko są zębate, składają się z 11 segmentów. Ich podstawa jest węższa od oka. 2. segment ma kształt okrągły, a 3. zaś trójkątny, ustępuje on długością czwartemu. Górna warga wykazuje kształt zbliżona do eliptycznego, pośrodkowo karbowany. Zdobią ją  długie sety. Żuwaczki są wąskie. Występuje penicillius. Tworzą go krótkie sety. Ta pośrodkowa okolica dobrze się u tego gatunku rozwinęła.
Przedplecze, o szerokości przewyższającej długość, jest od przodu silnie wypukłe. Grzbiet pokrywają wypukłe pokrywy. Samiec posiada krótki i szeroki aedagus. Jego płat środkowy zwęża się u czubka. Części boczne łączą się od strony brzusznej.
Owad występuje w Brazylii.